# Joaquín Garrigós Bueno
Joaquín Garrigós Bueno (Orihuela, Alacant, 1942) és exdirector de l'Institut Cervantes de Bucarest i un dels traductors més rellevants de la llengua romanesa al castellà. Difusor de la literatura romanesa a l'estranger, tasca per la qual rebé l'Orde del Mèrit Cultural de la Presidència Romanesa el 2004. Entre els autors que ha traduït hi consten escriptors i pensadors cabdals d'aquest país, com ara Emil Cioran, Norman Manea, Camil Petrescu i sobretot Mircea Eliade; la seva dedicació en la difusió de l'obra d'aquest autor ha estat reconeguda amb la Medalla Commemorativa “Mircea Eliade” de la Presidència Romanesa.